# Fløtemysost
Fløtemysost sau Fløytemysost este o variantă convențională a brânzei brunost, care este făcută din lapte de vacă și are o culoare ușoară-luminoasă.
Există și o varietate mai populară cu o aromă mai ușoară ale fløtemysost, iar aproape 30% din brânza de capră vândută pe piață este de fapt fløtemysost.
Fløtemysost este, de asemenea, și primul sortiment de brânză de capră fabricată.